# Stand Up (For the Champions)
„Stand Up (For the Champions)” – singel zespołu Right Said Fred, który został wydany w 2002 roku. Został umieszczony na albumie Stand Up.

## Lista utworów
- CD maxi–singel (2002)[1]

1. „Stand Up (For the Champions)” (Radio Edit) – 3:13
2. „Stand Up (For the Champions)” (Single Edit) – 3:18
3. „Stand Up (For the Champions)” (Extended Mix) – 4:16
4. „Stand Up (For the Champions)” (Blue PM RMX) – 3:16
5. „Stand Up (For the Champions)” (Razzio Club Mix) – 5:00

## Notowania na listach sprzedaży
| Kraj       | Lista (2002)    | Najwyższa pozycja |
| ---------- | --------------- | ----------------- |
| Niemcy     | Top 100 Singles | 14                |
| Szwajcaria | Singles Top 100 | 68                |